# Hydropsyche alvata
Hydropsyche alvata là một loài Trichoptera trong họ Hydropsychidae. Chúng phân bố ở miền Tân bắc.